# Wahlbezirk Böhmen 29
Der Wahlbezirk Böhmen 29 war ein Wahlkreis für die Wahlen zum Abgeordnetenhaus im österreichischen Kronland Böhmen. Der Wahlbezirk wurde 1907 mit der Einführung der Reichsratswahlordnung geschaffen und bestand bis zum Zusammenbruch der Habsburgermonarchie.

## Geschichte
Nachdem der Reichsrat im Herbst 1906 das allgemeine, gleiche, geheime und direkte Männerwahlrecht beschlossen hatte, wurde mit 26. Jänner 1907 die große Wahlrechtsreform durch Sanktionierung von Kaiser Franz Joseph I. gültig. Mit der neuen Reichsratswahlordnung schuf man insgesamt 516 Wahlbezirke mit je einem zu wählenden Abgeordneten, die durch Direktwahl mit allfälliger Stichwahl bestimmt wurden. Der Wahlkreis Böhmen 29 umfasste die Städte, Märkte und Gemeinden Tabor, Sobieslau, Beneschau, Wotitz, Neuhaus, Wittingau, Kamnitz an der Linde, Bechin, Lischau, Schweinitz und Selčan. Aus der Reichsratswahl 1907 ging František Žemlička von der Tschechisch national-sozialen Partei als Sieger hervor. Er wurde bei der Reichsratswahl 1911 von František Kratochvíl von den Jungtschechen abgelöst.

## Wahlen
Die Reichsratswahl 1907 wurde am 14. Mai 1907 (erster Wahlgang) sowie am 23. Mai 1907 (Stichwahl) durchgeführt.

### Reichsratswahl 1907

#### Erster Wahlgang
| Kandidat                                                                | Partei                                      | Wahlkreisstimmen | Prozent |
| ----------------------------------------------------------------------- | ------------------------------------------- | ---------------- | ------- |
| František Žemlička                                                      | Tschechisch national-soziale Partei         | 2858             | 32,3 %  |
| František Hnátek                                                        | Tschechische Sozialdemokratische Partei     | 2789             | 31,6 %  |
| Jaroslav Mattuš                                                         | Kompromisskandidat                          | 1720             | 19,5 %  |
| Václav Bouček                                                           | Tschechisch radikal-fortschrittliche Partei | 1084             | 12,3 %  |
| Petr Pícha                                                              | Katholische Volkspartei                     | 363              | 4,1 %   |
|                                                                         | Sonstige Parteien                           | 25               | 0,3 %   |
| Wahlberechtigte: 10.310, Ungültige Stimmen: 38, Wahlbeteiligung: 86,1 % |                                             |                  |         |

#### Stichwahl
| Kandidat                                                                | Partei                                  | Wahlkreisstimmen | Prozent |
| ----------------------------------------------------------------------- | --------------------------------------- | ---------------- | ------- |
| František Žemlička                                                      | Tschechisch national-sozialen Partei    | 5579             | 64,6 %  |
| František Hnátek                                                        | Tschechische Sozialdemokratische Partei | 3056             | 35,4 %  |
| Wahlberechtigte: 10.310, Ungültige Stimmen: 44, Wahlbeteiligung: 84,2 % |                                         |                  |         |

### Reichsratswahl 1911
Die Reichsratswahl 1911 wurde am 13. Juni 1911 sowie am 20. Juni 1911 (Stichwahl) durchgeführt.

#### Erster Wahlgang
| Kandidat                                                                | Partei                                  | Wahlkreisstimmen | Prozent |
| ----------------------------------------------------------------------- | --------------------------------------- | ---------------- | ------- |
| František Kratochvíl                                                    | Jungtschechen                           | 3484             | 39,4 %  |
| Karel Cífka                                                             | Tschechische Sozialdemokratische Partei | 2469             | 27,9 %  |
| František Žemlička                                                      | Selbständiger Kandidat                  | 1661             | 18,8 %  |
| Josef Matoušek                                                          | Fortschrittlicher Realist               | 827              | 9,3 %   |
| František Ruda                                                          | Christlichsoziale Partei                | 401              | 4,5 %   |
|                                                                         | Sonstige                                | 4                | 0,1 %   |
| Wahlberechtigte: 10.871, Ungültige Stimmen: 26, Wahlbeteiligung: 81,6 % |                                         |                  |         |

#### Stichwahl
| Kandidat                                                                | Partei                                  | Wahlkreisstimmen | Prozent |
| ----------------------------------------------------------------------- | --------------------------------------- | ---------------- | ------- |
| František Kratochvíl                                                    | Jungtschechen                           | 5045             | 60,5 %  |
| Karel Cífka                                                             | Tschechische Sozialdemokratische Partei | 3294             | 39,5 %  |
| Wahlberechtigte: 10.871, Ungültige Stimmen: 65, Wahlbeteiligung: 77,3 % |                                         |                  |         |